# Phil Ivey
Phillip Dennis Ivey Jr. (sinh ngày 1 tháng 2 năm 1977)  là một người chơi poker chuyên nghiệp người Mỹ đã giành được mười một vòng tay World Series of Poker, một danh hiệu World Poker Tour và xuất hiện tại 9 bàn chung kết của World Poker Tour. Ivey đã có lúc được nhiều nhà quan sát và người đương thời đánh giá là người chơi poker toàn diện nhất trên thế giới. Năm 2017, anh được bầu vào Đại sảnh Danh vọng Poker.

## Tiểu sử

### Những năm đầu
Ivey sinh ra ở Riverside, California sau đó chuyển tới Roselle, New Jersey cùng gia đình khi được 3 tháng tuổi. Anh tốt nghiệp Old Bridge High School ở Old Bridge Township, New Jersey.
Ivey bắt đầu chơi bài poker khi ông nội dạy anh vào năm 8 tuổi, đặt cược bằng các đồng xu vào trò Five-card stud.
Ivey bắt đầu phát triển kỹ năng chơi bài poker của mình bằng cách chơi với các đồng nghiệp tại New Brunswick, New Jersey khi làm việc cho một công ty tiếp thị qua điện thoại vào cuối những năm 1990. Một trong những biệt danh của anh, "No Home Jerome", bắt nguồn từ thẻ căn cước giả mà anh ấy có được để chơi poker ở Atlantic City, New Jersey, trong những năm tuổi thiếu niên. Ivey được tặng biệt danh "The Phenom" sau khi giành được ba vòng tay World Series of Poker vào năm 2002. Biệt danh khác của anh là " Tiger Woods of Poker".

### Gần đây
Năm 2017 là một năm chậm chạp đối với Ivey khi anh đã bỏ lỡ tất cả các sự kiện quốc tế lớn ở phương Tây, tập trung vào châu Á, và cụ thể hơn là Hồng Kông, để chơi các ván poker lớn nhất của khu vực này trên thế giới. Ivey đã tuyên bố trong một cuộc phỏng vấn về việc trở lại thi đấu poker năm 2018.

## Sự nghiệp

### Live poker

#### World Series of Poker (WSOP)
Thành công đầu tiên của Ivey tại WSOP đến vào năm 2000, khi anh giành chiến thắng trong sự kiện Pot Limit Omaha cho chiếc vòng tay đầu tiên trong sự nghiệp của mình. Khi vô địch giải đấu, Ivey trở thành người đầu tiên đánh bại Amarillo Slim trong trận heads-up tại một bàn chung kết WSOP.
Vào kỳ WSOP 2002, thành tích của Ivey được bổ sung thêm ba chiếc vòng tay, đồng thời cân bằng kỷ lục với Phil Hellmuth Jr, Ted Forrest và Puggy Pearson về số vòng tay giành được trong cùng 1 kỳ WSOP đã tạo ra trước đó.
Anh tiếp tục thắng trong sự kiện Pot Limit Omaha vào năm 2005 với số tiền thưởng $635.603.
Tại kỳ WSOP 2009, Ivey giành được vòng tay thứ sáu trong sự nghiệp tại sự kiện $2,500 No-Limit 2–7 Draw Lowball. Anh đã vượt qua 147 người để danh lấy danh hiệu này. Anh tiếp tục dành thêm một chiếc vòng tay nữa tại sự kiện $2,500 1/2 Seven Card Stud Hi/Lo 1/2 Omaha Hi/Lo khi chiến thắng 376 người chơi khác.
Tại kỳ WSOP 2010, Ivey giành vòng tay thứ tám khi thắng sự kiện $3,000 H.O.R.S.E với bàn đấu chung kết gồm nhiều người chơi tên tuổi như Bill Chen, John Juanda, Jeff Lisandro và Chad Brown.
Tại kỳ WSOP APAC 2013 diễn ra tại Melbourne, Australia, Ivey giành chiến thắng sự kiện $2,200 Mixed Event.
Tại kỳ WSOP 2014, Ivey giành chiến thắng sự kiện $1,500 Eight Game Mixed thu về $166,986.
Trong khoảng thời gian từ 2002 đến 2009, Ivey kết thúc trong top 25 người chơi cuối tại WSOP Main Event 4 lần (với số lượng lượt đăng ký từ 600 đến dưới 7,000). Cụ thể bao gồm vị trí 23rd (năm 2002), 10th (năm 2003), 20th (năm 2005), và 7th (năm 2009). Lần về thứ 7th của Ivey tại 2009 WSOP Main Event giúp anh kiếm được $1,404,002.
Tại kỳ WSOP 2024, Ivey giành chiếc vòng tay thứ 11 tại sự kiện $10,000 Limit 2-7 Lowball Triple Draw Championship với phần thưởng $347,440.
Với 11 chiếc vòng tay World Series of Poker, Ivey hiện tại là người sở hữu số lượng vòng tay WSOP nhiều thứ hai mọi thời đại, chỉ sau Phil Hellmuth Jr. Thêm nữa, vào tuổi 38, anh cũng là người chơi trẻ nhất sở hữu 10 vòng tay WSOP (Phil Hellmuth sở hữu chiếc vòng thứ 10 vào tuổi 42).  Anh cũng là người chơi giành 10 vòng vàng nhanh nhất khi mất 14 năm (Phil Hellmuth mất 17 năm). Đồng thời, anh ấy cũng là người giữ kỷ lục thắng nhiều sự kiện trò chơi hỗn hợp (mixed-game) nhất với 5 chiến thắng trong sự nghiệp của mình.

#### Thành tích World Series of Poker
| Năm   | Giải đấu                                           | Tiền thưởng (US$/A$) |
| ----- | -------------------------------------------------- | -------------------- |
| 2000  | $2,500 Pot Limit Omaha                             | $195,000             |
| 2002  | $2,500 7 Card Stud Hi/Lo                           | $118,440             |
| 2002  | $2,000 S.H.O.E.                                    | $107,540             |
| 2002  | $1,500 7 Card Stud                                 | $132,000             |
| 2005  | $5,000 Pot Limit Omaha                             | $635,603             |
| 2009  | $2,500 No-Limit 2–7 Draw Lowball                   | $96,367              |
| 2009  | $2,500 Omaha Hi/Lo / 7 Card Stud Hi/Lo             | $220,538             |
| 2010  | $3,000 H.O.R.S.E.                                  | $329,840             |
| 2013A | A$2,200 Mixed Event                                | A$51,840             |
| 2014  | $1,500 Eight Game Mix                              | $166,986             |
| 2024  | $10,000 Limit 2-7 Lowball Triple Draw Championship | $347,440             |

Chữ "A" sau các năm thể hiện vòng tay các sự kiện của World Series of Poker Asia-Pacific

#### World Poker Tour
Ivey đã lọt vào nhiều bàn chung kết của World Poker Tour. Vào tháng 2 năm 2008, Ivey vào bàn chung kết WPT LA Poker Classic tổ chức tại Commerce Casino cùng 2 người chơi tên tuổi khác là Phil Hellmuth và Nam Le, cuối cùng về nhất và giành phần thưởng $1,596,100, qua đó chấm dứt chuỗi vào 7 bàn chung kết WPT nhưng không vô địch. Tính đến năm 2024, Ivey kiếm được hơn 4 triệu đô từ WPT.
| Năm  | Giải đấu                   | Tiền thưởng (US$) |
| ---- | -------------------------- | ----------------- |
| 2008 | $10,000 L.A. Poker Classic | $1,596,100        |

#### Giải đấu khác
Vào tháng 11 năm 2005, Ivey giành được giải nhất trị giá $1.000.000 tại giải đấu Monte Carlo Millions. Ngày hôm sau, Ivey mang về nhà thêm $600,000 khi về đích đầu tiên tại sự kiện "The FullTiltPoker.Net Invitational Live from Monte Carlo".
Năm 2006, Ivey chơi tại sự kiện The London All Star Challenge của giải European Poker Masters. Ivey lọt vào bàn chung kết và ra về với vị trí thứ bảy, thu về £6.700 ($12.534).
Vào ngày 22 tháng 1 năm 2007, khi phát sóng chương trình Poker After Dark của NBC, Ivey đã giành chiến thắng trong giải đấu "Earphones Please" với phần thưởng dành cho người thắng cuộc trị giá $120.000 sau khi loại Matusow, Tony G, Andy Bloch, Hellmuth và Sam Farha.
Vào ngày 15 tháng 4 năm 2007, khi phát sóng "National Heads-Up Poker Championship" của NBC, Ivey đã bị nam diễn viên Don Cheadle đánh bại ở vòng đầu tiên. Đó là năm thứ ba liên tiếp Ivey bị loại ngay vòng đầu tiên của giải đấu này. Kỉ lục này của anh kết thúc vào năm 2008, khi anh tiến vào bán kết, để thua nhà vô địch cuối cùng là Chris Ferguson. Ivey cũng tham gia mùa thứ ba và thứ sáu của High Stakes Poker của GSN.
Vào ngày 29 tháng 1 năm 2012, Ivey thắng sự kiện Aussie Millions A$250,000 High Roller, đánh bại Patrik Antonius trong cuộc đấu heads-up để giành phần thưởng A$2,000,000. Chiến thắng này giúp anh trở thành người chơi kiếm tiền từ các giải đấu poker nhiều thứ 2 mọi thời đại. Ivey kết thúc ở vị trí 12th tại sự kiện Aussie Millions Main Event đồng thời thu về A$100,000.
Vào ngày 10 tháng 2 năm 2014, Ivey thắng sự kiện 2014 Aussie Millions LK Boutique $250,000 Challenge thu về A$4,000,000 — số tiền thắng giải lớn nhất của anh từ trước đến nay.
Vào tháng 2 năm 2015, anh tiếp tục thắng sự kiện Aussie Millions $250,000 Challenge, lần này thu về A$2,205,000.
Tính đến năm 2023, tổng số tiền thắng giải đấu trực tiếp của Ivey vượt quá 38,3 triệu đô la. Trong đó, hơn 9,2 triệu đô la đến từ WSOP.

#### Cash games
Ivey thường xuyên chơi các trò chơi hỗn hợp (mixed-game) với giới hạn $4,000–$8,000 tại Bellagio, Las Vegas (thường được gọi là Big Game). Vào tháng 2 năm 2006, Ivey chơi heads-up Limit Texas Hold'em với tỷ phú Andy Beal. Với giới hạn $25,000/$50,000 và $50,000/$100,000, Ivey thắng hơn $16,000,000 sau 3 ngày tại The Wynn Resort. Ivey chơi đại diện cho "The Corporation", một nhóm các người chơi poker chuyên nghiệp đã thua trước Beal. Trước đó, Beal đã đánh bại "The Corporation" và thu về hơn $13,000,000.

### Online poker
Ivey là thành viên ban đầu của team Full Tilt Poker. Vào tháng 5 năm 2011, Ivey đệ đơn kiện lên Quận Clark, Nevada tuyên bố Full Tilt đã vi phạm hợp đồng của anh ấy. Vụ kiện yêu cầu bồi thường thiệt hại vượt quá 150.000.000 đô la, đồng thời yêu cầu được giải phóng hợp đồng với công ty. Ivey đã tự nguyện rút đơn kiện vào ngày 30/6.
Theo HighStakesDB.com, Ivey đã giành được 1,99 triệu đô la trên Full Tilt vào năm 2007, 7,34 triệu đô la vào năm 2008, 6,33 triệu đô la vào năm 2009 và 3 triệu đô la vào năm 2010.

## Cuộc sống cá nhân
Ivey hiện tại cư trú ở Las Vegas, Nevada.
Vào tháng 12 năm 2009, Ivey và người vợ lúc đó là Luciaetta đã đệ đơn ly hôn chung sau 7 năm chung sống. Việc ly hôn được chấp thuận vào ngày 29 tháng 12 năm 2009.
Ivey là một người hâm mộ Los Angeles Lakers và Houston Rockets. Ngoài poker, sở thích của Ivey còn có cá cược thể thao và chơi golf.
Ivey đã quyên góp tiền cho một số hoạt động từ thiện. Vào tháng 3 năm 2008, anh đã quyên góp 50.000 đô la cho Empower 2 Excel, một tổ chức từ thiện ở Las Vegas dành cho trẻ em kém may mắn, sau đó thành lập Quỹ Budding Ivey, một tổ chức phi lợi nhuận để tiếp tục công việc của ông nội anh, Leonard "Bud" Simmons.
Quỹ này đã quyên góp được 260.000 đô la (chủ yếu cho EmPowered 2 Excel) tại một giải đấu poker từ thiện ngày 3 tháng 7 năm 2008 và cũng tham gia vào các dự án và chương trình xóa mù chữ cho trẻ em để nuôi sống những người vô gia cư. Năm 2010, anh cũng hợp tác với Make-A-Wish Foundation để đưa ba đứa trẻ đến sòng bạc Bellagio ở Las Vegas. Mỗi đứa trẻ được tặng 100 đô la và thi đấu roulette, baccarat và craps với Ivey.
Ivey cũng đã thành lập hai công ty.
- Ivey Poker, được thành lập vào năm 2012, cung cấp ứng dụng poker "chơi miễn phí" cho phép người dùng cạnh tranh với Ivey và các người chơi chuyên nghiệp khác.
- Ivey League là một trang đào tạo poker với đầy đủ các huấn luyện viên chuyên nghiệp được ra mắt vào năm 2014.

## Giải thưởng
- All In Magazine 2005 Poker Player of the Year[18]
- All In Magazine 2009 Poker Player of the Year